# 斯韋塔茨島
43°01′N 15°45′E / 43.017°N 15.750°E

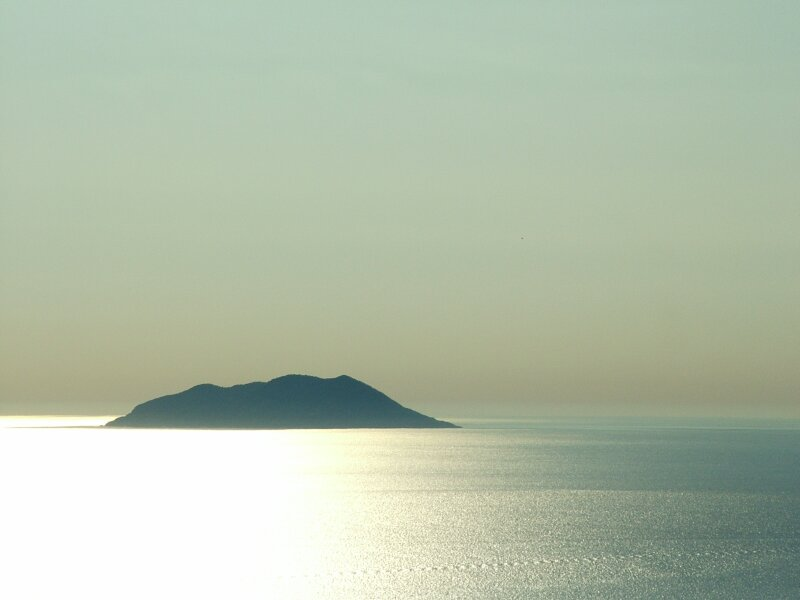

斯韋塔茨島是克羅地亞的島嶼，位於亞得里亞海，由斯普利特-達爾馬提亞縣負責管轄，長3.5公里、寬1.5公里，面積4.19平方公里，海岸線長度11.97公里，最高點海拔高度316米，島上無人居住。

## 外部連結
- www.unizd.hr-Mithad Kozličić